# Technicentre Grand-Est
Le technicentre Grand-Est (TCGE) — technicentre Alsace jusqu'en 2019 — regroupe plusieurs sites spécialisés dans la maintenance du matériel de la Société nationale des chemins de fer français (SNCF), en Alsace. Le siège historique est situé au no 19, rue Georges-Wodli à Strasbourg ; désormais, la direction est à Metz[réf. souhaitée].

## Technicentre de Strasbourg-Ville

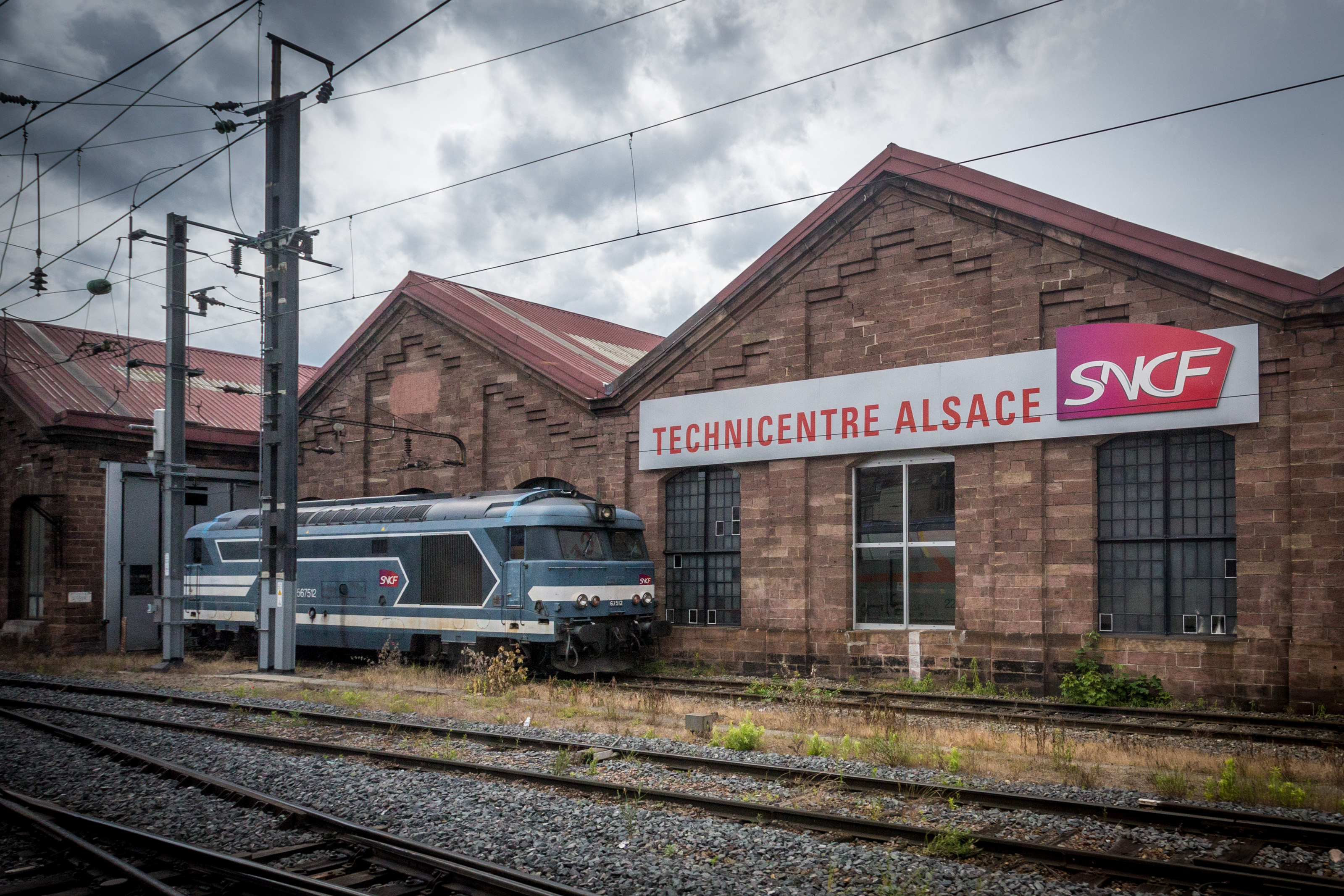
Le technicentre de Strasbourg-Ville.

Gilet de sécurité du technicentre Alsace.

Le technicentre de Strasbourg-Ville occupe l'emprise de la « gare basse » et le dépôt de Strasbourg.

## Technicentre de Mulhouse
Situé à l'est de la gare de Mulhouse-Ville, le technicentre de Mulhouse est destiné à assurer la maintenance des différents autorails TER circulant en Alsace. Il accueille les trains Régiolis, mais également les autorails grande capacité (AGC) Z 27500, et les automoteurs X 73500/X 73900. Il peut recevoir simultanément deux autorails TER de grande longueur (110 mètres pour le Régiolis de six caisses).
Son sol est situé à 1,5 m sous les voies et des passerelles permettent d’accéder aux toits des rames. Le bâtiment mesure 132 mètres de long, 23 mètres de large et 13 mètres de haut. Il fonctionne sept jours sur sept et 24 heures sur 24, avec 50 techniciens répartis en quatre équipes.
La construction de cet atelier représente un budget de près de 15 M€, financé intégralement par la région Alsace Il a été livré et mis en service en novembre 2014 et inauguré le 28 mai 2015.

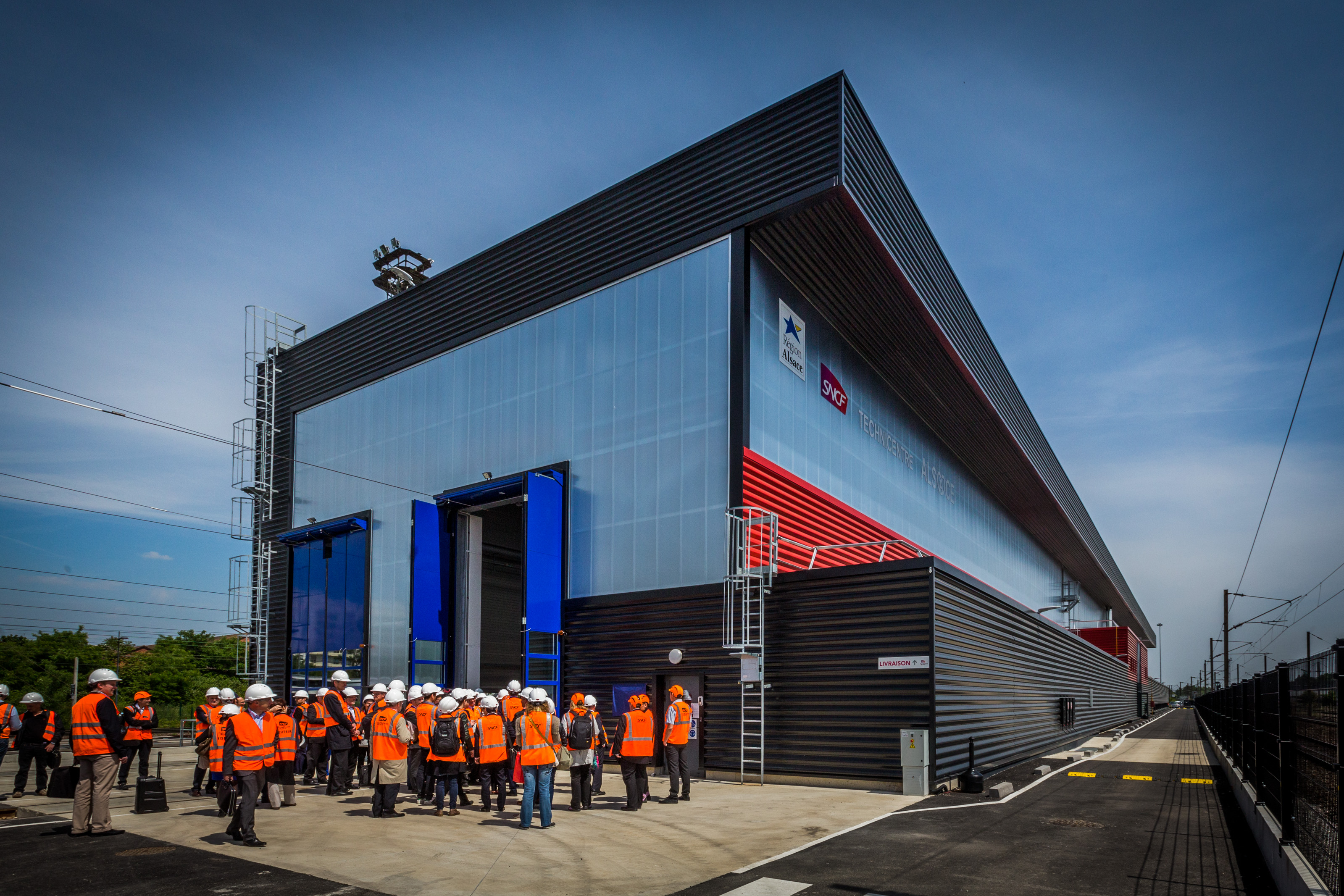
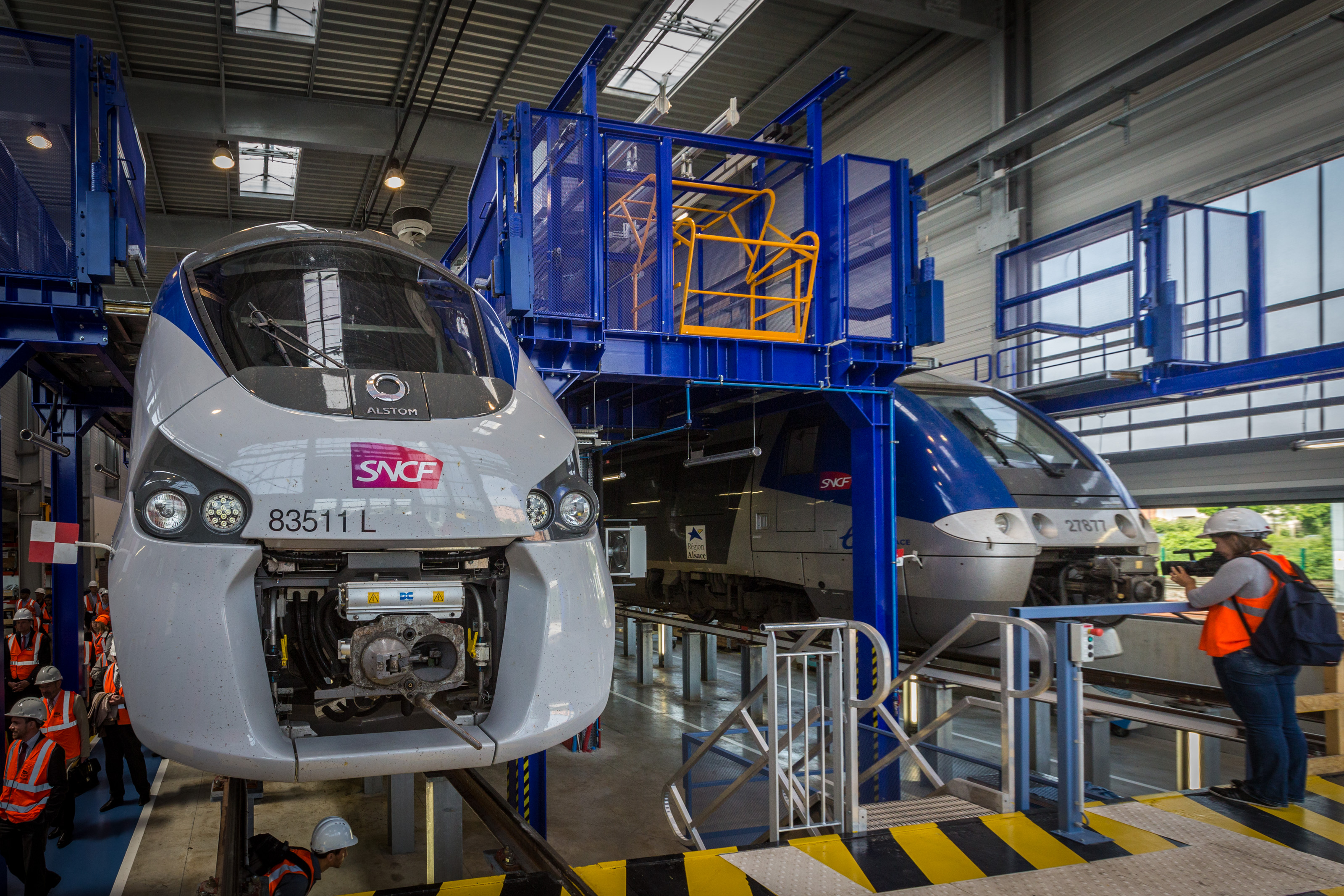
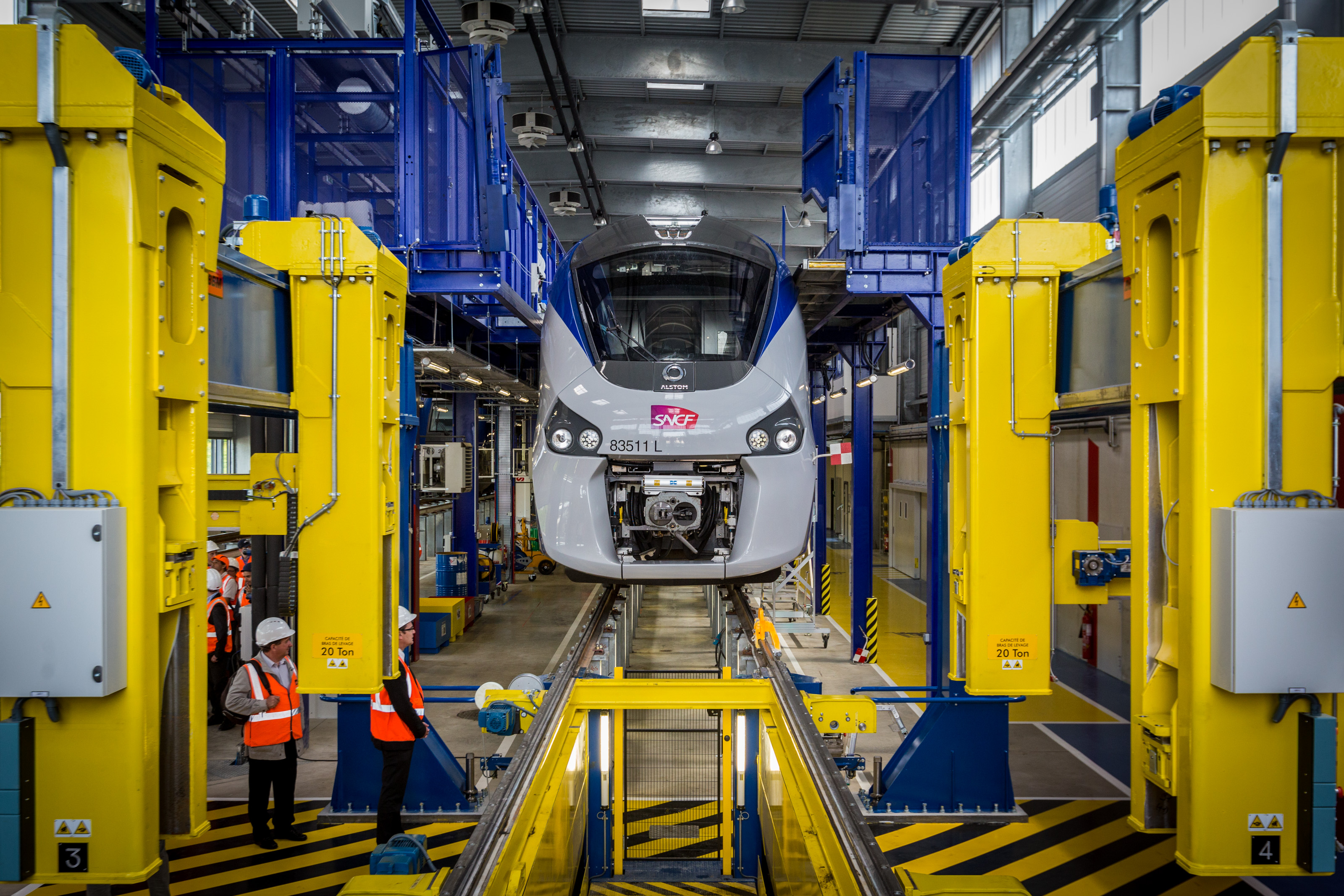
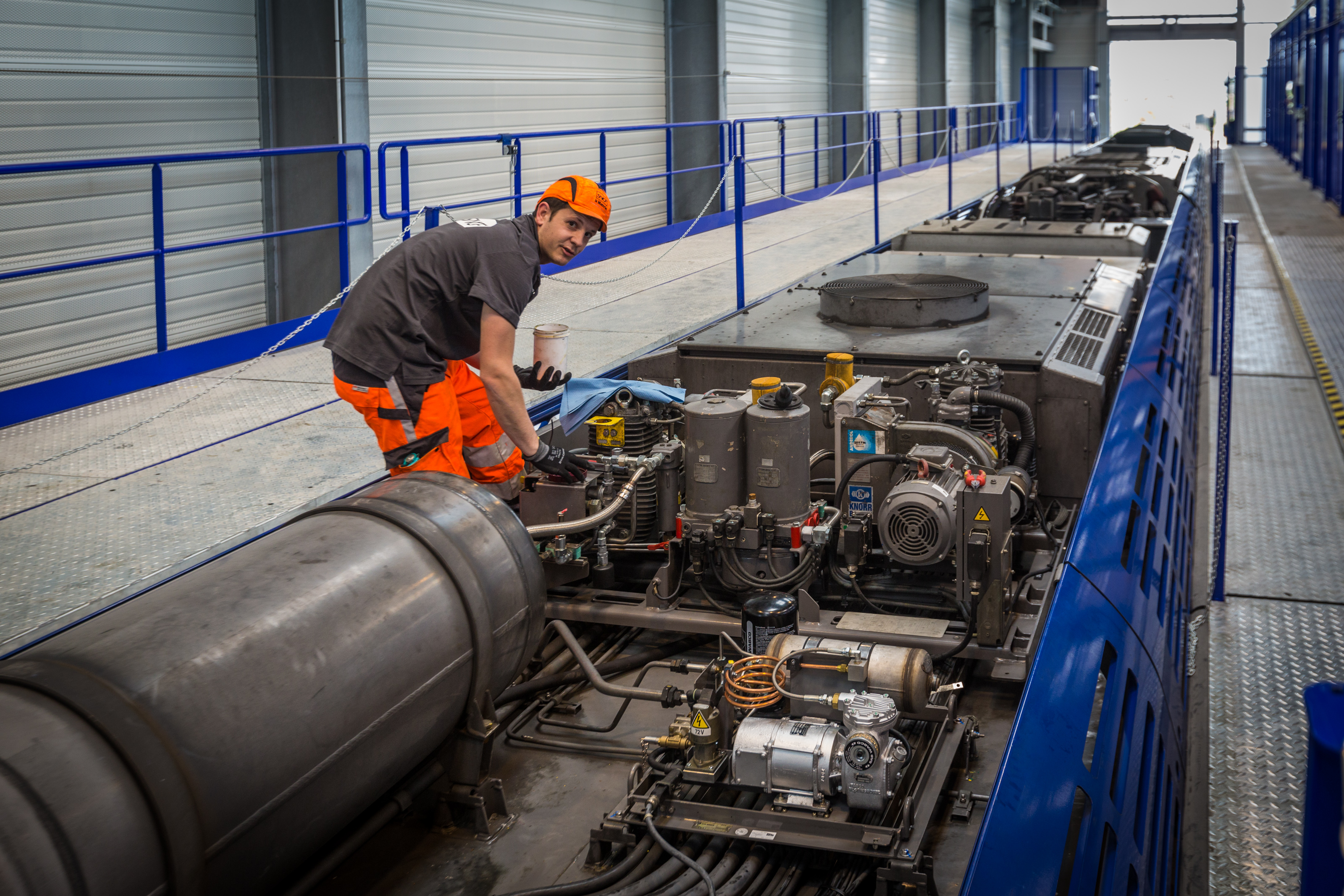

L'atelier de « Maintenance Wagons » est rattaché au Technicentre National à la suite de la création de ce dernier. Le site se trouve au triage de Mulhouse-Nord. Fort de 50 techniciens, il assure la maintenance et l’entretien des wagons SNCF et particuliers.

## Site de Belfort
Le technicentre Grand-Est dispose également d'une annexe installée sur le site de l'ancien dépôt de Belfort.